# Johann Karl Wilhelm Illiger
Johhan Karl Wilhelm Illiger (Braunschweig, 19. studenog 1775. – Berlin, 10. svibnja 1813.), njemački biolog i zoolog. 
Plemićkog podrijetla, u ranoj se mladosti opredijelio za proučavanje prirodnih znanosti (biologija, zoologija). Jedan od utemeljitelja i prvi direktor Zoološkog muzeja u Berlinu (osnovan 1810. pri berlinskom sveučilištu Humbolt). Dužnost je obnašao sve do svoje prerane smrti 1813. godine.

## Djela
- Prodromus systematis mammalium et avium 1811.

## Vanjske poveznice
- Johann Karl Wilhelm Illiger - životopis  Arhivirana inačica izvorne stranice od 15. ožujka 2008. (Wayback Machine)